# Maria Cioncan
Maria Cioncan, född den 19 juni 1977 - död den 21 januari 2007, var en rumänsk friidrottare som tävlade i medeldistanslöpning.
Cioncan inledde sin karriär med att bli sjua på inomhus-VM 2001 på 1 500 meter. Hennes första mästerskap utomhus var VM 2003 i Paris där hon tävlade på både 800 meter och 1 500 meter. På den kortare distansen blev hon utslagen i semifinal och på den längre gick hon vidare till finalen men slutade där på nionde plats. 
Hennes främsta framgång var vid olympiska sommarspelen 2004 i Aten där hon blev bronsmedaljör på 1 500 meter. Hon deltog även på 800 meter där hon gick vidare till finalen men slutade på en sjunde plats. 
Hennes sista mästerskap var inomhus-VM 2006 i Moskva där hon sprang 800 meter men inte gick vidare till finalen. 
Den 21 januari 2007 omkom hon i en bilolycka nära Pleven i Bulgarien.